# Raed Arafat
Raed Arafat (arabiska: رائد عرفات), född 24 maj 1964 i Damaskus, Syrien, är en rumänsk-palestinsk läkare och politiker. Han innehar posten som statssekreterare på Rumäniens hälsoministerium sedan 22 december 2012.
Arafat föddes i Damaskus av palestinska föräldrar och växte upp i Nablus på Västbanken. 1981 flyttade han till staden Pitești i Rumänien. Han studerade medicin vid universiteten i Cluj-Napoca och Târgu Mureș och specialiserade sig inom anestesiologi.  Efter rumänska revolutionen 1989 öppnade han en akutmottagning i Târgu Mureș och 1991 startade han ambulansverksamheten SMURD, vilken han arbetade för fram tills 1998 då han mottog rumänskt medborgarskap.
23 augusti 2007 utsågs Arafat till statssekreterare vid hälsoministeriet, en post han hade fram tills 10 januari 2012 då han avgick i protest mot en hälsoreform. Hälsoreformen drogs dock tillbaka och Arafat återkom som statssekreterare 17 januari samma år. 7 november 2012 utsågs han till Rumäniens hälsominister, men avgick 21 december i samband med det rumänska parlamentsvalet. Dagen efter återfick han posten som statssekreterare.